# ザ・リーズン (曲)
ザ・リーズン (The Reason) とは、フーバスタンクのシングルである。同名のアルバム『ザ・リーズン』に収録されている。

## 概要
フーバスタンクの代表曲であり、最大のヒット曲でもある。全米シングルチャートでは週間最高2位、年間トータルでは6位を記録し、50万枚以上を売り上げゴールドディスクに認定されている。また、イタリアやメキシコでは首位を獲得。その他の国でも、国内シングルチャートでも上位を記録した。オルタナティヴ・ロック系バンドとして地位を確立した彼等にとって、非常に対照的な透明感のあるメロディーが特徴の壮大なバラードナンバーであり、一時は破綻しかけた大切な人との関係を見直し、再起を誓う内容となっている。

## チャート順位
| 国 (2004年)      | 最高位 |
| ---------------- | ------ |
| オーストラリア   | 7位    |
| ドイツ           | 15位   |
| オーストリア     | 5位    |
| オランダ         | 9位    |
| イタリア         | 1位    |
| ニュージーランド | 5位    |
| メキシコ         | 1位    |
| デンマーク       | 20位   |
| ノルウェー       | 9位    |
| スウェーデン     | 8位    |
| スイス           | 6位    |
| イギリス         | 12位   |
| アメリカ         | 2位    |